# Beskidek (784 m)
Beskidek (784 m n.p.m.) – szczyt w Beskidzie Śląskim, w niskim paśmie będącym łącznikiem między Pasmem Baraniej Góry i Skrzycznego, a Pasmem Stożka i Czantorii. Pasmem tym biegnie główny dział wód między zlewniami Wisły i Odry. Beskidek znajduje się w nim między Karolówką a Szarculą (bliżej tej ostatniej).
Północno-wschodni stok Beskidka stromo opada do doliny Czarnej Wisełki, z dużo łagodniejszych stoków południowych i południowo-zachodnich spływa kilka cieków potoku Szczyrbakula. Beskidek jest porośnięty lasem, ale dawniej był znacznie bardziej bezleśny, na jego grzbiecie i stokach ostało się jeszcze kilka polan, stopniowo zarastających lasem. Na największej polanie jest należące do Istebnej kilkudomowe osiedle Stecówka. Grzbietem Beskidka przebiega granica między tą wsią i miastem Wisła.
Na osiedlu Stecówka działa prywatne schronisko Legierskich i jest drewniany kościółek pw. Matki Boskiej Fatimskiej. Wybudowany został w 1956 r., a cały wystrój jego wnętrza to dzieło miejscowych rzemieślników. Z polany za kościołem widok na dolinę Olzy, bezleśną kopułę Ochodzitej z masztem telekomunikacyjnym, Młodą Górę i Złoty Groń, a za Ochodzitą Grupę Wielkiej Raczy i Wielką Rycerzową. Za doliną Olzy panorama widokowa sięga po Girową i szczyty Beskidu Morawsko-Śląskiego.

## Szlaki turystyczne
Przez Beskidek biegnie Główny Szlak Beskidzki.
 odcinek: przełęcz Kubalonka – Kubalonka – przełęcz Szarcula – Szarcula – Beskidek – Schronisko PTTK Przysłop pod Baranią Górą. Odległość 9,3 km, czas przejścia 2:20 h, z powrotem 2 h.